# Paragavialidium
Paragavialidium is een geslacht van rechtvleugeligen uit de familie doornsprinkhanen (Tetrigidae). De wetenschappelijke naam van dit geslacht is voor het eerst geldig gepubliceerd in 1994 door Zheng.

## Soorten
Het geslacht Paragavialidium omvat de volgende soorten:
- Paragavialidium curvispinum Zheng, 1994
- Paragavialidium emeiensis Zheng & Cao, 2011
- Paragavialidium hainanensis Zheng & Liang, 1985
- Paragavialidium longzhouensis Zheng & Jiang, 1994
- Paragavialidium orthacanum Zheng, 1994
- Paragavialidium serrifemura Zheng & Cao, 2011
- Paragavialidium serrimarginis Deng & Zheng, 2012
- Paragavialidium sichuanensis Zheng, Wang & Shi, 2007
- Paragavialidium tridentatum Zheng, 1994